# NGC 5903
NGC 5903 (другие обозначения — ESO 514-4, MCG −4-36-8, UGCA 405, AM 1515—235, PGC 54646) — эллиптическая галактика (E2) в созвездии Весы.
Этот объект входит в число перечисленных в оригинальной редакции «Нового общего каталога».